# Anolis fuscoauratus
Espèce
Synonymes
- Norops fuscoauratus (d'Orbigny, 1837)
- Anolis viridiaeneus Peters, 1863
- Anolis bocourtii Cope, 1876
- Anolis brumetii Thominot, 1887
- Anolis kugleri Roux, 1929

Anolis fuscoauratus est une espèce de sauriens de la famille des Dactyloidae.

## Répartition
Cette espèce se rencontre au Panamá, en Colombie, en Équateur, au Pérou, en Bolivie, au Brésil, en Guyane, au Suriname, au Guyana et au Venezuela.

## Publication originale
- Duméril & Bibron, 1837 : Erpétologie générale ou Histoire naturelle complète des reptiles. Librairie. Encyclopédique Roret, Paris, vol. 4, p. 1-570 (texte intégral).